# Gouvernement Bagratian I
Ne doit pas être confondu avec Gouvernement Bagratian II.
Arménie
K. Haroutiounian Bagratian II
Le gouvernement Bagratian I est le gouvernement de l'Arménie du 16 février 1993 au 26 juillet 1995.

## Majorité et historique
Il s'agit du premier gouvernement formé par Hrant Bagratian.

## Composition
- Les nouveaux ministres sont indiqués en gras, ceux ayant changé d'attributions en italique.

| Poste                                               | Titulaire | Titulaire                  | Parti |
| --------------------------------------------------- | --------- | -------------------------- | ----- |
| Premier ministre                                    |           | Hrant Bagratian            | HHS   |
| Ministre de l'Agriculture                           |           | Hachot Voskanian           | Sans  |
| Ministre de la Communication                        |           | Grigor Poghpatian          | Sans  |
| Ministre de la Construction                         |           | Gagik Martirosian          | Sans  |
| Ministre de la Culture                              |           | Hakob Hakobian             | Sans  |
| Ministre de la Défense                              |           | Vazgen Manoukian (intérim) | Sans  |
| Ministre de l'Économie                              |           | Armen Yeghizarian          | Sans  |
| Ministre de l'Énergie et Carburant                  |           | 'Hirair Hovanessian        | Sans  |
| Ministre de la Protection de l'environnement        |           | Karine Danielian           | Sans  |
| Ministre des Finances                               |           | Levon Bakhoudarian         | Sans  |
| Ministre de l'Alimentation et des Provisions        |           | Davit Zadoian              | Sans  |
| Ministre des Affaires étrangères                    |           | Vahan Papazian             | Sans  |
| Ministre de la Santé                                |           | Ara Babloian               | Sans  |
| Ministre de l'Éducation supérieure et de la Science |           | Vardges Gnouni             | Sans  |
| Ministre de l'Industrie                             |           | Achot Safarian             | Sans  |
| Ministre des Affaires intérieures                   |           | Vano Siradeghian           | HHS   |
| Ministre de la Justice                              |           | Vaha Stepanian             | Sans  |
| Ministre du Travail et de la Sécurité sociale       |           | Achot Yezaian              | Sans  |
| Ministre de l'Industrie légère                      |           | Roudolf Teymourazian       | Sans  |
| Ministre des Ressources en matériaux                |           | Vahan Melkonian            | Sans  |
| Ministre du Commerce                                |           | Tigran Grigorian           | Sans  |
| Ministre des Transports                             |           | Henrik Kochinian           | Sans  |
| Ministre d'État de l'Assistance humanitaire         |           | Rafayel Bagoian            | Sans  |
| Ministre d'État de la Construction                  |           | Gagik Martirosian          | Sans  |
| Ministre d'État de l'Agriculture                    |           | Gagik Chahbazian           | Sans  |
| Ministre d'État de la Culture et de la Science      |           | Armenak Ghazarian          | Sans  |
| Ministre d'État de l'Énergie et Carburant           |           | Sebouh Tahjian             | Sans  |
| Ministre d'État de la Défense                       |           | Vazgen Sargsian            | HHK   |